# Sammy Kitwara
Sammy Kirop Kitwara (né le 26 novembre 1986 dans le district de Marakwet) est un athlète kényan, spécialiste des courses de fond. 

## Biographie
En 2010, il se classe troisième des championnats du monde de semi-marathon, à Nanning en Chine, et permet à l'équipe du Kenya de remporter la médaille d'or par équipes. 
Quatrième du Marathon de Chicago 2012, puis troisième en 2013, il se classe deuxième de l'édition 2014 et porte son record personnel à 2 h 4 min 28 s.
Il remporte les 20 km de Paris en 2008, et s'adjuge quatre victoires aux World's Best 10K de Porto Rico.
En mars 2019, il est contrôlé positif à la Terbutaline lors du marathon de Séoul. En décembre de la même année, il est suspendu pour 16 mois. 

### Palmarès
| Année | Compétition                            | Lieu    | Résultat | Épreuve       | Performance     |
| ----- | -------------------------------------- | ------- | -------- | ------------- | --------------- |
| 2008  | 20 km de Paris                         | Paris   | 1er      | 20 kilomètres | 57 min 42 s     |
| 2010  | Championnats du monde de semi-marathon | Nanning | 3e       | Individuel    | 1 h 0 min 22 s  |
| 2010  | Championnats du monde de semi-marathon | Nanning | 1er      | Par équipes   |                 |
| 2012  | Marathon de Chicago                    | Chicago | 4e       | Marathon      | 2 h 5 min 54 s  |
| 2013  | Marathon de Chicago                    | Chicago | 3e       | Marathon      | 2 h 5 min 16 s  |
| 2014  | Marathon de Tokyo                      | Tokyo   | 3e       | Marathon      | 2 h 6 min 30 s  |
| 2014  | Marathon de Chicago                    | Chicago | 2e       | Marathon      | 2 h 4 min 28 s  |
| 2015  | Marathon de Chicago                    | Chicago | 2e       | Marathon      | 2 h 9 min 50 s  |
| 2016  | Marathon de Boston                     | Boston  | 6e       | Marathon      | 2 h 16 min 43 s |
| 2017  | Marathon de Valence                    | Valence | 1er      | Marathon      | 2 h 5 min 15 s  |

### Records
| Épreuve       | Performance    | Lieu         | Date              |
| ------------- | -------------- | ------------ | ----------------- |
| Semi-marathon | 58 min 48 s    | Philadelphie | 18 septembre 2011 |
| Marathon      | 2 h 4 min 28 s | Chicago      | 12 octobre 2014   |